# Beastie Boys
Beastie Boys (Би́сти Бойз, вольный перевод — Зверёныши) — американская рэп-рок-группа, образованная в 1979 году в Бруклине, Нью-Йорк. Сформировавшийся состав группы: Mike D (вокал, ударные), MCA (вокал, бас; ум. 2012) и Ad-Rock (вокал, гитара). За 35 лет своего существования Beastie Boys стали одной из самых известных и долгоживущих хип-хоп-групп в мире, выпустили 8 студийных альбомов, проданных свыше 40 миллионов копий по всему миру, были награждены 3 премиями Grammy и имели успех у критиков. Rolling Stone поместил группу на 77-е место в списке «100 величайших музыкантов за всё время», а 14 апреля 2012 года группа была включена в Зал славы рок-н-ролла.

## История

### 1979—1983: Хардкор-панк и первая хип-хоп-песня
Beastie Boys были образованы в 1979 году, когда Майкл Даймонд, Кейт Шелленбах, Джон Берри и Джереми Шэтен основали группу The Young Aborigines. Вскоре, Майкл Даймонд встречает Адама Яуха. Яух присоединяется к команде и предлагает ей новое название — Beastie Boys. Слово «Beastie» первоначально было акронимом «Beings Entering Anarchistic States Towards Internal Excellence» («Создания, входящие в анархические состояния из стремления к внутреннему совершенству»), а сокращение B.B. напоминало название хардкор-группы из Вашингтона Bad Brains. The Young Aborigines и Джереми Шэтен уходят в прошлое. Первый состав Beastie Boys хардкор-эры состоял из: Майкла Даймонда (вокал), Джона Берри (гитара), Адама Яуха (бас-гитара) и Кейт Шелленбах (ударные). Первое выступление команды состоялось на 17-м дне рождения Яуха дома у Берри.
В 1982 году был записан и выпущен первый релиз группы — EP Polly Wog Stew. Берри теряет интерес к группе и покидает её (позднее он основал несколько музыкальных проектов), он был заменен Адамом Хоровитцом, участником панк-группы The Young and the Useless. В 1983 году Beastie Boys выпускают первый сингл под названием «Cooky Puss». «Cooky Puss» была первой хип-хоп-композицией Beastie Boys, основанной на хулиганском телефонном звонке группы в компанию, торгующую мороженым — Carvel Ice Cream. Композиция стала хитом в танцевальных клубах Нью-Йорка.

### Середина 1980-х

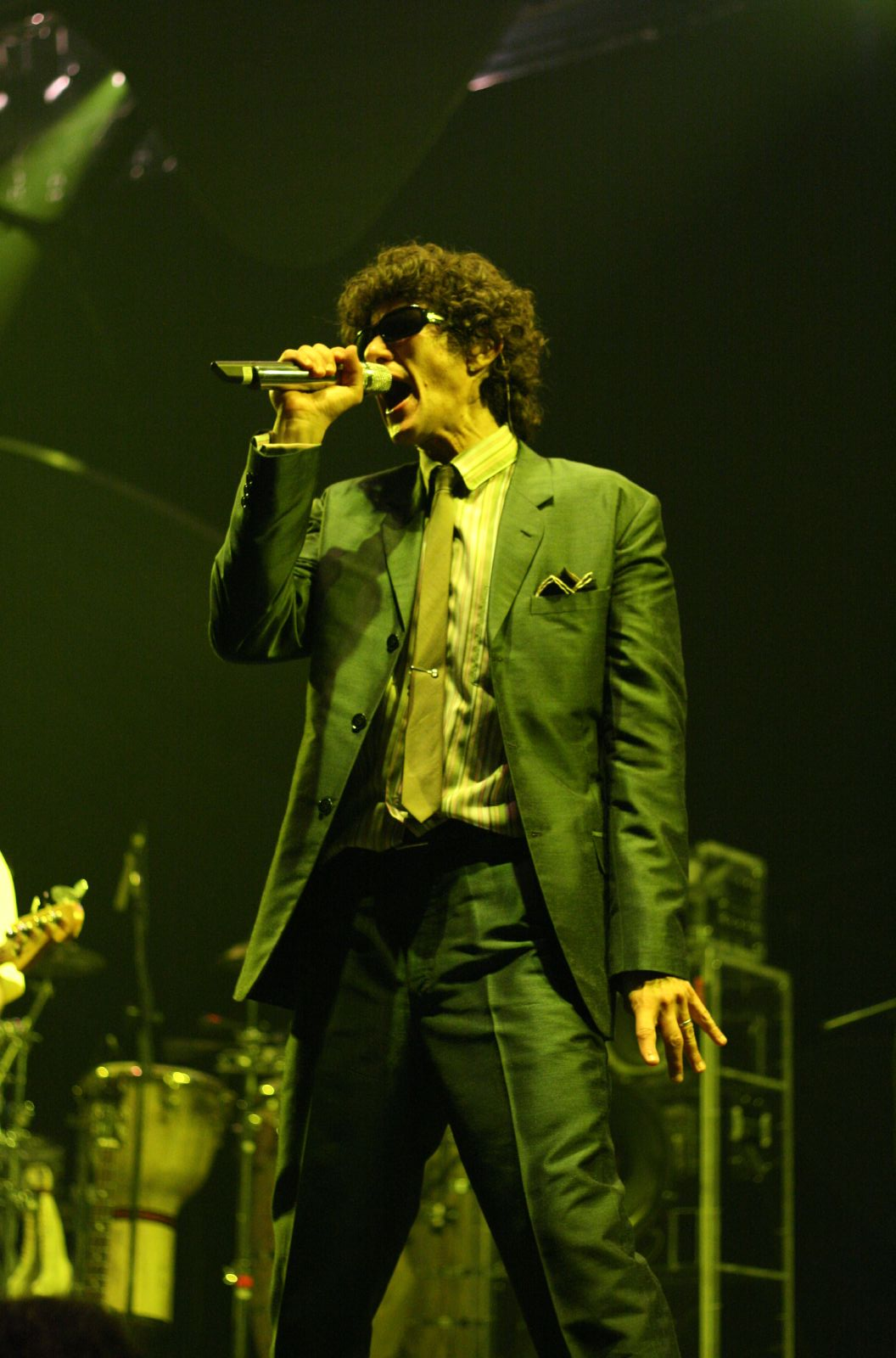
Майкл «Mike D» Даймонд

В этот период появляется известный продюсер Рик Рубин, представляющий рэп-лейбл Def Jam, и предлагает Beastie Boys, начинавшей как Хардкор-панк группа, стать хип-хоп трио. Команда выпустила в 1984 году сингл «Rock Hard», сочетающий хард-рок и хип-хоп. Сразу после прихода Рубина Шелленбах стала высказывать недовольство, заявляя, что она не умеет читать рэп. Рубин возражал против участия Шелленбах, так как она не соответствовала хип-хоп имиджу. Шелленбах ушла в группу Luscious Jackson в 1991.
В 1985 группа выступала на разогреве у Мадонны в туре Virgin. Позже в этом же году, группа отправилась в тур Raising Hell с Run DMC, LL Cool J, Whodini, и Timex Social Club. Композиция «She’s On It» с саундтрека фильма «Краш Грув» была выполнена в стиле рэп-рок.
Группа записала первый студийный альбом Licensed to Ill в 1986 году и выпустила его в конце года. Альбом имел оглушительный успех, став наиболее продаваемым альбомом в 80-х и первым рэп-альбомом, достигшим первого места в Billboard 200, где он оставался пять недель. Для Columbia Records это до сих пор наиболее быстро продаваемый дебютный альбом, продано свыше 9 миллионов копий. Первый сингл с альбома, «(You Gotta) Fight For Your Right (To Party)», достиг позиции #7 в Billboard Hot 100 , а видеоклип (режиссёр — Рик Менелло) вошёл в ротацию MTV. «Hold It, Now Hit It» достиг позиции #55 в Billboard R&B/Hip-Hop Songs. Также из альбома Licensed To Ill композиции «It’s The New Style», «Paul Revere» и «Brass Monkey» получили позиции #22, #34 и #83 в Billboard R&B/Hip-Hop Songs, соответственно .
На следующий год группа отправилась в мировое турне Licensed to Ill, которое оказалось весьма скандальным, — из-за девушек, танцующих в клетках, гигантского надувного пениса, похожего на тот, который использовали The Rolling Stones в 1970-х. Турне также было омрачено судебными исками и арестами, группа была обвинена в подстрекательстве толпы. В Великобритании, команду обвинили в оскорблении больных лейкемией и чуть не выслали из страны. Beastie Boys уверяли, что инцидент был преувеличением реального случая, когда ребята вежливо отказались дать свои автографы.
Английский комик Тони Хоукс (Tony Hawks) записал композицию «Stutter Rap» под псевдонимом Morris Minor and the Majors, высмеивающую тогдашний имидж Beastie Boys. Она стала хитом в Соединённом Королевстве, достигнув четвёртого места в хит-параде и номером 1 в Австралии.

### 1988—1994:Paul’s BoutiqueиCheck Your Head
Группа повзрослела вместе с выпуском второго альбома — Paul’s Boutique. Продюсерами альбома выступили Dust Brothers и Мэтт Дайк. Запись велась в 1988 году. В альбоме было задействовано большое количество семплов — одна из лучших работ Beastie Boys, а также называется в качестве лучшего рэп-альбома всех времён. Альбом задействовал более 100 семплов, которые группа пыталась юридически очистить. Из-за того, что законы, защищающие использование семплов, стали намного строже, в настоящее время практически невозможно создать подобный альбом.
Альбом вышел в 1989 на Capitol Records после ссоры между Beastie Boys и Def Jam и не достиг тех впечатляющих результатов по продажам, которые были у Licensed To Ill, достигнув четырнадцатого места в Billboard 200 и десятого места в Top R&B/Hip-Hop Albums. Заглавная композиция, «Hey Ladies» достигла 36-й позиции в Billboard 100, #10 в Hot Rap Singles и #18 в Modern Rock Tracks. Журнал Rolling Stone назвал этот альбом как «Pet Sounds/The Dark Side of the Moon хип-хопа». Также Rolling Stone поместил на 156 позицию в список «500 величайших альбомов всех времён Rolling Stone». Позднее было продано миллион пластинок Paul’s Boutique.

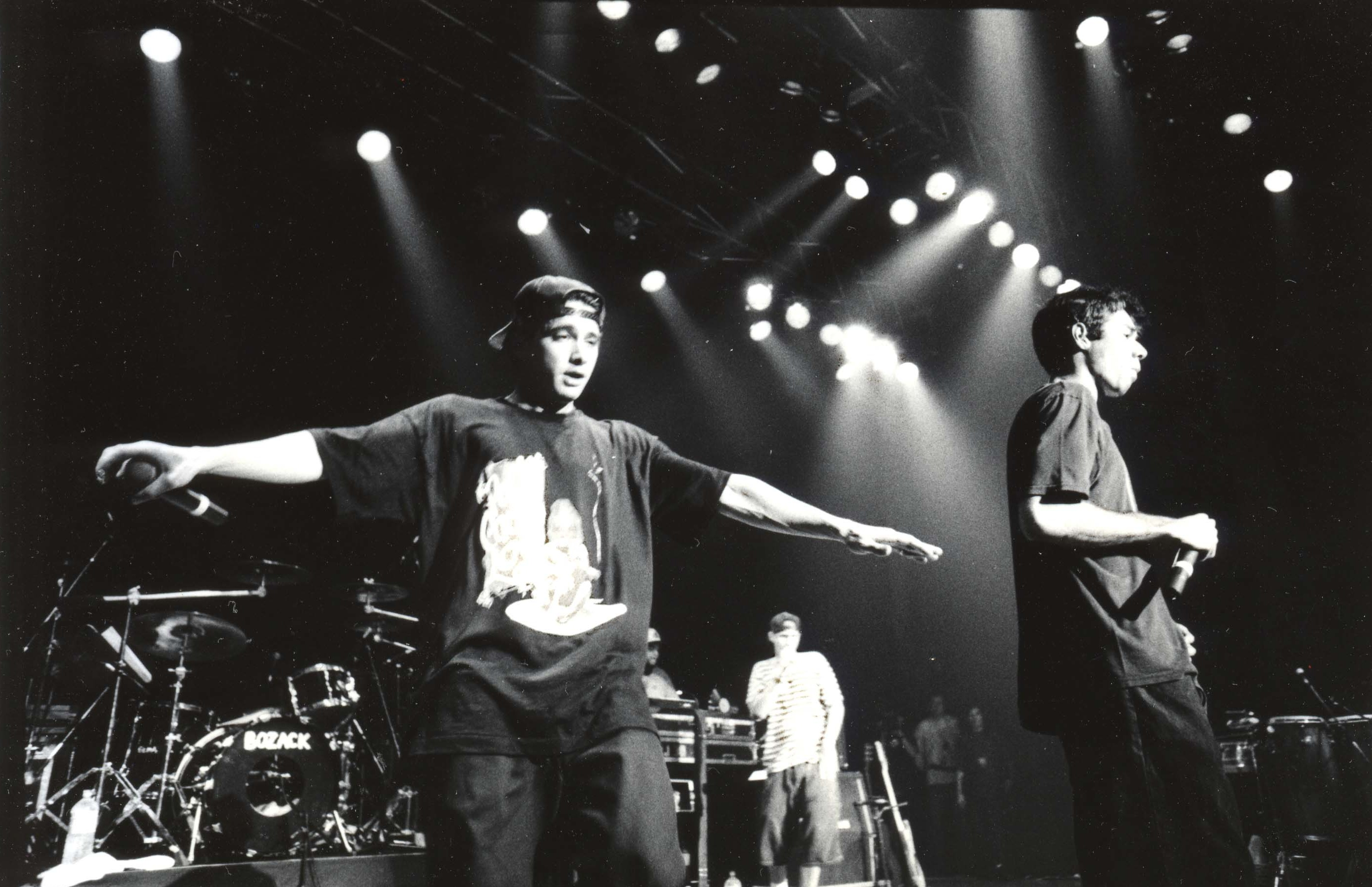
Beastie Boys в Японии, 1992 год

Последовавший за этим альбом Check Your Head, был записан на собственной студии G-Son в Этвотер-Вилладж, Калифорния. При записи этого альбома Mike D играл на ударных, MCA на басе, Ad-Rock на гитаре, а Марк «Keyboard Money Mark» Рамос Нишита играл на клавишных. Бразильский музыкальный продюсер Марио «Mario C» Калдато Мл. свёл запись и стал сотрудничать с группой на постоянной основе.
Check Your Head был выпущен в 1992 на лейбле Grand Royal с правом на распространение лейблу Capitol. Альбом стал дважды платиновым в США, достигнув десятого места в Billboard 200 и 37 места в Top R&B/Hip-Hop Albums. Первый сингл, «So What’cha Want» достиг 93 места в Billboard 100, #18 в Hot Rap Tracks, #21 в Bubbling Under R&B/Hip-Hop Tracks, #22 в Modern Rock Tracks и #26 'Hot Dance Club Play. Другой сингл «Pass The Mic» занял 38 место в Modern Rock Tracks. Альбом привнёс более экспериментальное звучание, приправив творчество группы фанком и джазом в таких композициях, как «Lighten Up» и «Something’s Got To Give». А хардкорный панк появился в композиции «Time For Livin'».
Beastie Boys привлекли эклектичный список артистов к участию в лейбле Grand Royal, включая Люси Джексон и Шона Леннона, австралийского певца Бена Ли и японский дуэт Cibo Matto. Beastie Boys владели Grand Royal Records до 2001, когда лейбл был продан по финансовым обстоятельствам. Первый самостоятельный релиз Grand Royal был альбом Люси Джексон In Search Of Manny в 1993.
Beastie Boys опубликовали собственный журнал Grand Royal Magazine, первый номер которого вышел в 1993 с заглавной историей о Брюсе Ли, рисунками фанк-музыканта Джорджа Клинтона, а также с интервью Карима Абдула-Джабара и участника хип-хоп группы «A Tribe Called Quest» рэпера Q-Tip. В выпуске журнала в 1995 году появилась заметка о прическе, которая сейчас называется по-английски «mullet» (спереди и с боков — обыкновенная мужская стрижка, сзади — шевелюра). Оксфордский словарь утверждает, что это было первое печатное использование слова «Mullet», вместе со словами песни 1994 года «Mullet Head». Словарь утверждает, что термин «очевидно был создан, и уж точно популяризирован хип-хоп группой из США Beastie Boys».

### Середина 1990-х
Четвёртый студийный альбом Ill Communication, выпущенный в 1994, ознаменовал возвращение Beastie Boys на верхи хит-парадов. Альбом дебютировал на первом месте Billboard Top 200 и достиг второго места на R&B/Hip-Hop Albums. Сингл «Sabotage» стал хитом, дебютировав на позиции #18 в чарте Alternative Songs, а видео, режиссёром которого был Спайк Джонз, получило широкую ротацию на американском MTV. Другой сингл альбома «Get It Together» достиг первой десятки танцевального чарта Billboard Hot Dance Club Play, а также стала хитом в стиле урбан, «Sure Shot» достиг 48 места в чарте Hot Dance Club Play. Сборник Some Old Bullshit, составленный из песен первых синглов 82-83 года «Pollywog Stew» и «Cooky Puss» вместе с живыми записями из панк-радиопрограммы «Noise The Show» тех же лет, вошёл в лучшие пятьдесят хитов чарта Billboard независимой музыки.
Beastie Boys были хедлайнерами на американском рок-фестивале Lollapalooza в 1994, вместе со Smashing Pumpkins. Также команда выступила на трёх концертах в Лос-Анджелесе, Нью-Йорке, и Вашингтоне с целью сбора денег для фонда Milarepa Fund, в который Beastie Boys перечислили свои гонорары от песен «Shambala» и «Bodhisattva Vow» с альбома Ill Communication. Целью фонда The Milarepa Fund являлось привлечение внимание к проблемам Тибета и правам человека, а также ссылке Далай-ламы. В 1996 Яух организовал концерт за свободу Тибета — двухдневный фестиваль в парке Golden Gate Park в Сан-Франциско, который собрал 100 000 человек.
В 1995, популярность Beastie Boys была подтверждена тем, что билеты для их тура были распроданы буквально в течение нескольких минут. По доллару с каждого билета пошли на местные благотворительные нужды. The Beastie Boys посетили Южную Америку и Юго-Восточную Азию с туром в первый раз. Группа выпустила также в 1995 году EP-альбом Aglio e Olio, в который входили восемь композиций, длящихся всего одиннадцать минут и обращающиеся к панк-корням команды. The In Sound From Way Out! — коллекция джазовой и фанк-инструментальной музыки, была выпущена на студии Grand Royal в 1996 году, обложка и название альбома совпадали с историческим альбомом пионеров электронной музыки Perrey and Kingsley (известны своим произведением «Попкорн», использовавшимся передачей Спортлото на советском телевидении).

### Конец 1990-х

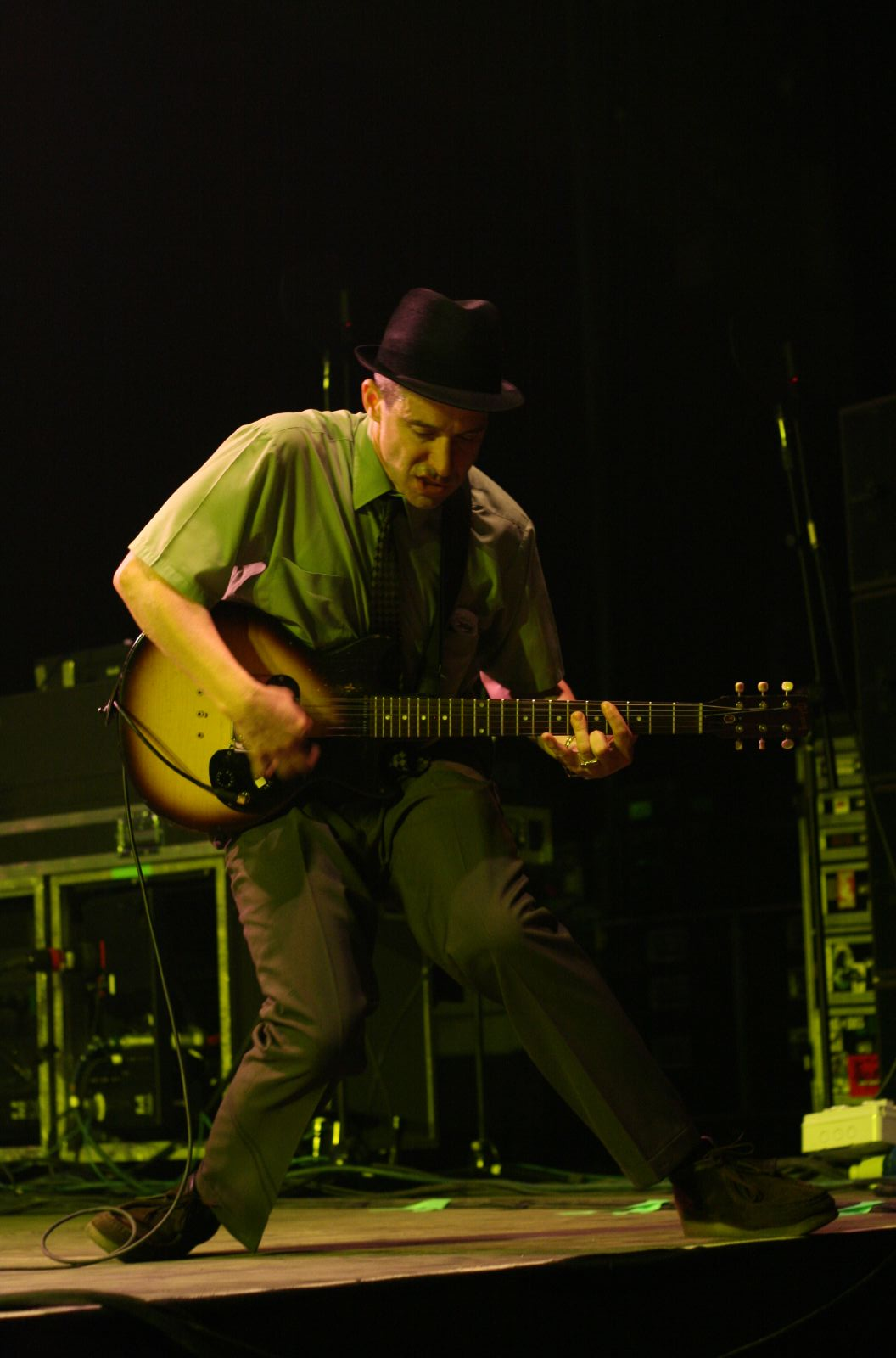
Адам «Ad-Rock» Хоровитц

Beastie Boys вернулись в Нью-Йорк в 1997 для записи и выпуска альбома Hello Nasty. Альбом ознаменовал значительное изменение в музыкальном выражении группы с уходом DJ Hurricane. Он был заменён на Майкла «Mix Master Mike» Шварца, который добавил к звучанию группы динамичный стиль DJ-я. Продажи альбома Hello Nasty стартовали 14 июля 1998 года, и за первую неделю было продано 681 000 копий в Штатах, Hello Nasty оказалась на первой строчке в хит-парадах США, Великобритании, Германии, Австралии, Голландии, Новой Зеландии и Швеции. Альбом достиг второй позиции в чартах Канады и Японии, и попал в горячую десятку в Австрии, Швейцарии, Ирландии, Бельгии, Финляндии, Франции и Израиле. Первый сингл «Intergalactic» дебютировал с позиции #6 в чарте Modern Rock Tracks и #28 в Billboard 100.
В 1999 Beastie Boys получили две награды Грэмми. Первая награда была присуждена альбому Hello Nasty в номинации «лучший альбом альтернативной музыки». Вторая награда была присуждена группе за «лучшее рэп-выступление дуэтом или группой» композиции «Intergalactic». Это единственный случай в истории, когда исполнителю одновременно присуждаются награды в категориях рэп и альтернатива.
В 1998 году на MTV Video Music Awards они выиграли награду Видеоавангард за вклад в индустрию музыкального видео. На следующий год им была вручена награда за лучшее хип-хоп видео на композицию «Intergalactic».
Группа начала свой новый тур в 1998. С помощью Иана Роджера (Ian C. Rogers) группа выложила свои записи для свободного скачивания. Beastie Boys были одной из первых групп, которая позволила скачивать MP3-песни на своём сайте, что получило широкую огласку, в том числе статью в The Wall Street Journal.
Концерты 1999 года в поддержку свободы Тибета проходили в Ист-Трое, штате Висконсин, Сиднее, Токио, и Амстердаме. 28 сентября 1999, группа присоединилась к Элвису Костелло, чтобы сыграть «Radio, Radio» на 25-й годовщине шоу Субботним вечером в прямом эфире. 23 ноября 1999 году выходит первый сборник лучших хитов Beastie Boys Anthology: The Sounds Of Science, в который вошли не только лучшие композиции, но и ранее не представленные композиции творчества Beastie Boys. Ранее не представленная композиция «Alive» дебютировала на 11 месте в чарте Modern Rock Tracks.

### Hot Sauce Committee: 2009—2014
В 2009-м году Beastie Boys заявили, что выпустят свой очередной студийный альбом под названием «Hot Sauce Committee Part One». Но после объявления Адамом Яуком о своей болезни, альбом был перенесен на неопределённый срок. На данный момент альбом так и не увидел мир, но были выпущены 2 трека, которые изначально должны были войти в него: «Pop Your Balloon», «B-Boys In the Cut».
В 2011-м году группа объявила, что «Hot Sauce Committee Part One» отложен на неопределённый срок, но вместо него Beastie Boys заявили о выпуске «Hot Sauce Committee Part Two» 3 мая 2011 года.
Релиз альбома подогрел факт того, что для дебютного сингла был снят короткометражный фильм «Fight for Your Right: Revisted». В качестве слогана фильма была выбрана следующая фраза: «После того, как парни ушли с вечеринки», что отсылало к дебютному видео «Fight for Your Right» с альбома «Licensed to Ill». Режиссёром фильма выступил сам Адам Яук, а в актёрский состав вошли Элайджа Вуд, Сет Роген, Уилл Феррел, Стив Бушеми, Майло Вентимилья, Орландо Блум, Кирстен Данст и другие. Фильм впервые был представлен публике на фестивале независимого кино «Сандэнс». Укороченная версия видео «Make Some Noise» была номинирована на лучший клип на MTV, также клип победил в номинации лучший режиссёр (Адам Яук).
Вторым синглом с альбома стал трек «Don’t Play No Games That I Can’t Win» (feat. Santigold), снятый режиссёром Спайком Джонсом (Spike Jonze).
Альбом дебютировал на второй строчке чарта продаж в США с 128 195 проданных копий, уступив первое место лишь британской певице Адель.
Оценки альбома в прессе:
- Rob Sheffield, Rolling Stone — 4 звезды из 5;
- Matt Diehl, Los Angeles Times — 4 звезды из 4;
- Kitty Empire, The Guardian — 4 звезды из 5.

В апреле 2012 года группа внесена в «Зал славы рок-н-ролла».
4 мая 2012 года от рака умер один из основателей и ведущий вокалист Адам Яук. После его смерти Майкл Даймонд в интервью журналу Rolling Stone заявил, что он видит дальнейшее создание музыки с Адамом Хоровитцем, но не уверен в формате группы.
В 2014 году группа окончательно распалась.
19 мая 2016 года в возрасте 52 лет в хосписе в Денверсе (штат Массачусетс) скончался один из основателей и гитарист группы Beastie Boys Джон Берри.
31 мая 2019 года оставшиеся в живых участники Beastie Boys отпраздновали 25-летие своего альбома «Ill Communication», выпустили 14-минутный документальный фильм об истории создания этого альбома.
4 января 2020 года Mike D, Ad-Rock и фотограф Spike Jonze объявили о том, что 17 марта 2020 года выйдет фотокнига «Beastie Boys», в которой поклонники смогут увидеть 200 новых снимков группы, сделанные Спайком на протяжении почти 35-летней карьеры коллектива.

## Участники группы
Бывшие участники
- Джон Берри — гитара (1981—1982; умер в 2016)
- Майкл «Mike D» Даймонд — вокал (1981—2014), ударные (1984—2014)
- Кейт Шелленбах — ударные, перкуссия (1981—1984)
- Адам «MCA» Яук — вокал, бас-гитара (1981—2012; умер в 2012)
- Адам «Ad-Rock» Хоровитц — вокал, гитара (1982—2014)

Другие участники (не входили в основной состав группы, но принимали значительное участие):
- DJ Double R (Рик Рубин) — диджей (1984—1985)
- Андрэ «Doctor Dré» Браун — диджей (1986)
- DJ Hurricane (Венделл Файт) — диджей (1986—1997)
- Марк «Money Mark» Рамос-Нишита — клавишные, вокал (1992—2012)
- Эрик «Бобо» Корреа — перкуссия (1992—1996)
- Амери «AWOL» Смит — ударные (1994—1998)
- Альфредо Ортис — перкуссия, ударные (1996—2012)
- Майкл «Mix Master Mike» Шварц — диджей, бэк-вокал (1998—2012)

Временная шкала
Временная шкала концертных участников

## Влияние
Beastie Boys одинаково влиятельны как в истории рока, рэпа, так и танцевальной музыки, брейкбита, в частности; их смесь между рэпом и панк-роком явилась предтечей таких стилей, как рэпкор и ню-метал в поздние 90-е, представителями которых являлись Korn и Limp Bizkit. Возникновение и развитие брейкбита во многом обязано творчеству Beastie Boys, семплы из их композиций использовали The Prodigy, Chemical Brothers и другие представители брейкбит-сцены. Группа признавала своё влияние на новые течения и выразила своё неодобрение в композиции Alive, появившейся в их антологии «The Sounds of Science» («Created a monster with these rhymes I write / Goatee metal rap please say goodnight» — англ. «Я создал монстра своими рифмами / Рэп-Металлисты с goatee, скажите спокойной ночи» («Goatee» — козлиная бородка типичных альтернативных рокеров, англ.)

## Факты о группе
В 1993 друзья основали лейбл и журнал под названием Grand Royal. Лейбл выпускал совершенно разную музыку, руководствуясь лишь вкусом хозяев. От яростных панков At The Drive-In до сына Джона Леннона — Шона, от танцевальной музыки Branvan 3000 до группы старой подруги Luscious Jackson. Бизнесменов из трио толком не вышло, и Grand Royal прекратил своё существование в 2001. Mike D. прокомментировал это так: «После того де…а, которым ты вынужден заниматься на лейбле, очень хочется вернуться в студию». Но у него остался другой свой бизнес: фирма «X-Large».
Адамом «МСА» Яуком основана Oscilloscope Laboratories, которая является независимой компанией. Oscilloscope Laboratories занимается кинопрокатом, имеет киностудию и студию звукозаписи. Студия создана совместно с Девидом Фенкелем, бывшим администратором студии THINKFilm. С 4 мая 2012, после смерти Яука, Девид покидает студию. По состоянию на август 2012 студию возглавляет Дэвид Лауб и Дэн Бергер.

## Дискография

### Альбомы
- 1986 — Licensed to Ill
- 1989 — Paul’s Boutique
- 1992 — Check Your Head
- 1994 — Ill Communication
- 1998 — Hello Nasty
- 2004 — To The 5 Boroughs
- 2007 — The Mix-Up
- 2011 — Hot Sauce Committee Part Two

### Мини-альбомы
- 1982 — Polly wog Stew
- 1983 — Cooky Puss
- 1984 — Rock Hard
- 1985 — She’s on It
- 1995 — Root Down
- 1995 — Aglio e Olio

### Сборники
- 1994 — Some Old Bullshit
- 1996 — The in Sound from Way Out!
- 1999 — Beastie Boys Anthology: The Sound of Science
- 2005 — Solid Gold Hits[9]

### Видео
- 2000 — Video Anthology
- 2006 — Awesome: I Fuckin' Shot That!